# کیخسرو شاپورجی سورابجی
کیخسرو شاپورجی سورابجی (با نام تولد لئون دودلی سورابجی؛ ۱۴ اوت ۱۸۹۲–۱۵ اکتبر ۱۹۸۸) آهنگساز ، منتقد موسیقی، پیانیست و نویسنده انگلیسی بود که هشت دهه آثار موسیقایی گوناگونی تولید نمود و کارهایش از مجموعه‌های مینیاتوری و کوتاه گرفته تا کارهای چند ساعته را شامل می‌شود. یکی از مهمترین و پرکارترین آهنگسازان قرن بیستم شناخته شده و از بهترین آثار او قطعات پیانوی نوکتورن، مانند گلستان و ویلا تاسکا هستند. او به دلیل همجنس‌گرایی و تبار مختلط خود احساس می‌کرد از جامعه انگلیس بیگانه است و مادام‌العمر به انزوا گرایش داشت.
سورابجی تحصیلات خصوصی داشت. مادر وی انگلیسی و پدرش تاجری پارسی و صنعتگری از هند بود که صندوق امانتی ایجاد کرده بود و خانواده‌اش را بدین شیوه از نیاز به کار کردن آزاد کرد. سورابجی اگرچه ویرچوزو نبود، اما بین سال‌های ۱۹۲۰ و ۱۹۳۶ برخی از موسیقی‌های خود را به صورت عمومی پخش کرد. در اواخر دهه ۱۹۳۰، نگرش او تغییر کرد و محدودیت‌هایی را برای اجرای کارهای خود اعمال کرد، که در سال ۱۹۷۶ آن‌ها را کنار گذاشت. ساخته‌های او در آن سال‌ها کمتر در معرض دید قرار گرفتند و او عمدتاً از طریق نوشته‌های خود، که شامل کتاب‌های Around Music و Mi contra fa: The Immoralisings of a Machiavellian Musician بود، در معرض دید عموم قرار گرفت. در این مدت، او لندن را ترک کرد و سرانجام در روستای کورف کاسل، دورست اقامت گزید. اطلاعات مربوط به زندگی سورابجی، به ویژه سال‌های آخر زندگی او، کم است و بیشتر آن از نامه‌هایی به دست آمده که با دوستانش رد و بدل می‌کرد.
سورابجی به عنوان آهنگساز، عمدتاً خودآموخته بود. اگرچه در ابتدا به هنر مدرن علاقه داشت، اما بعداً بسیاری از مجموعه‌های موجود و معاصر را کنار گذاشت. او از افراد متنوعی مانند فروشیو بوسونی، کلود دبوسی و کارول سژیمانوسکی تأثیر پذیرفت و سبکی را توسعه داد که با چند ریتم مکرر، تعامل عناصر تونال و آتون و آرایه‌های مجلل متمایز شد. اگرچه او در درجه اول برای پیانو آهنگسازی می‌کرد، اما قطعات ارکسترال مجلسی و ارگ نیز در کارنامه دارد. سورابجی به بسیاری از آهنگسازان-پیانیست‌های مورد تحسین خودش تشبیه شده‌است، از جمله فرانتس لیست و چارلز-والنتین آلکان. ویژگی‌های آثار او، از جمله زبان هارمونیک و ریتم پیچیده آن‌ها، روند آهنگسازی اواسط قرن ۲۰ به بعد را پیش‌بینی نمود. موسیقی او تا اوایل دهه ۲۰۰۰ تا حد زیادی منتشر نشده و ناشناخته بود، اما از آن زمان علاقه به آن بیشتر شده‌است.